# Masakatsu Bōjutsu
Masakatsu Bōjutsu ist ein System aus Übungen mit dem Bō (japanischer Langstock), das vom Gründer des Aikidō, Ueshiba Morihei, entwickelt wurde.

## Beschreibung
Das Masakatsu Bōjutsu umfasst mehrere Kata, mit deren Hilfe Schüler die korrekten Bewegungsabläufe beim (waffenlosen) Aikidō trainieren können. 
Selbst den meisten Aikidō-Schulen ist das Masakatsu Bōjutsu unbekannt.
Ueshiba hat 1957 seinem langjährigen Schüler Hikitsuchi Michio die Erlaubnis erteilt, die Kunst des Masakatsu Bōjutsu zu bewahren und weiterzugeben.
Alle Bewegungen hat Ueshiba in einem Papier festgehalten, dem „Bo-Jutsu Masakatsu Oku Hisaden“, das Hikitsuchi Michio bis zu seinem Tod im Jahr 2004 aufbewahrt hat.
Die Übungen werden darin mit Zeichnungen und einem erklärenden Text von Ueshiba Morihei dargestellt.
Gelehrt wird das Masakatsu Bōjutsu in Europa heute unter anderem von Gérard Blaize, einem von Hikitsuchis Schülern, und den Schulen, die seiner Form des Aikidō folgen.